# Kenny Burns
Kenneth „Kenny” Burns (ur. 23 września 1953 w Glasgow) – szkocki piłkarz występujący podczas kariery na pozycji obrońcy lub napastnika.

## Kariera klubowa
Kenny Burns zawodową karierę rozpoczynał w 1971 roku w drugoligowym angielskim klubie Birmingham City F.C. Rok później awansował z City do Division One. W 1977 przeszedł do beniaminka Division One – Nottingham Forest. Już w pierwszym sezonie zdobył z Forrest mistrzostwo Anglii oraz Puchar Ligi Angielskiej. W następnym sezonie zdobył Puchar Mistrzów (Burns wystąpił w finale z Malmö FF) oraz ponownie Puchar Ligi Angielskiej. W sezonie 1979/80 Burns zdobył Superpuchar Europy oraz po drugi Puchar Mistrzów (Burns wystąpił w finale z HSV Hamburg). W trakcie sezonu 1981/82 Burns przeszedł do Leeds United, z którym na koniec sezonu spadł do drugiej ligi. W Leeds występował do 1984, gdy przeszedł do drugoligowego Notts County. Sezon 1985/86 spędził w drugoligowym Barnsley oraz szwedzkim Elfsborgu. Potem do 1993 występował jeszcze w amatorskich zespołach.
| Sezon   | Klub                   | Kraj   | Rozgrywki    | Mecze | Bramki |
| ------- | ---------------------- | ------ | ------------ | ----- | ------ |
| 1971/72 | Birmingham City F.C.   | Anglia | Division Two | 8     | 0      |
| 1972/73 | Birmingham City F.C.   | Anglia | Division One | 14    | 3      |
| 1973/74 | Birmingham City F.C.   | Anglia | Division One | 37    | 10     |
| 1974/75 | Birmingham City F.C.   | Anglia | Division One | 39    | 8      |
| 1975/76 | Birmingham City F.C.   | Anglia | Division One | 36    | 5      |
| 1976/77 | Birmingham City F.C.   | Anglia | Division One | 36    | 19     |
| 1977/78 | Nottingham Forest F.C. | Anglia | Division One | 41    | 4      |
| 1978/79 | Nottingham Forest F.C. | Anglia | Division One | 25    | 0      |
| 1979/80 | Nottingham Forest F.C. | Anglia | Division One | 34    | 3      |
| 1980/81 | Nottingham Forest F.C. | Anglia | Division One | 30    | 5      |
| 1981/82 | Nottingham Forest F.C. | Anglia | Division One | 7     | 1      |
| 1981/82 | Leeds United A.F.C.    | Anglia | Division One | 23    | 0      |
| 1982/83 | Leeds United A.F.C.    | Anglia | Division Two | 20    | 2      |
| 1982/83 | Derby County F.C.      | Anglia | Division Two | 7     | 1      |
| 1983/84 | Leeds United A.F.C.    | Anglia | Division Two | 13    | 0      |
| 1984/85 | Notts County F.C.      | Anglia | Division Two | 2     | 0      |
| 1985/86 | Barnsley F.C.          | Anglia | Division Two | 21    | 0      |

## Kariera reprezentacyjna
W reprezentacji Szkocji Burns zadebiutował 27 marca 1974 w przegranym 1-2 towarzyskim meczu z RFN. W 1978 został powołany do kadry na mistrzostwa świata. Na mundialu w Argentynie wystąpił w meczach z Peru i Iranem. Ostatni raz w reprezentacji wystąpił 16 maja 1981 w meczu British Home Championship z Walią. Ogółem w reprezentacji rozegrał 20 meczów, w których zdobył bramkę.
| Mecze i gole w reprezentacji | Mecze i gole w reprezentacji | Mecze i gole w reprezentacji | Mecze i gole w reprezentacji | Mecze i gole w reprezentacji | Mecze i gole w reprezentacji | Mecze i gole w reprezentacji |
| #                            | Data                         | Miasto                       | Przeciwnik                   | Gol                          | Wynik                        |                              |
| ---------------------------- | ---------------------------- | ---------------------------- | ---------------------------- | ---------------------------- | ---------------------------- | ---------------------------- |
| 1.                           | 27.03.1974                   | Frankfurt nad Menem          | RFN                          |                              | 1:2                          | towarzyski                   |
| 2.                           | 30.10.1974                   | Glasgow                      | NRD                          | Gol                          | 3:0                          | towarzyski                   |
| 3.                           | 20.11.1974                   | Glasgow                      | Hiszpania                    |                              | 1:2                          | el. Euro 1976                |
| 4.                           | 05.02.1975                   | Walencja                     | Hiszpania                    |                              | 1:1                          | el. Euro 1976                |
| 5.                           | 13.10.1976                   | Praga                        | Czechosłowacja               |                              | 0:2                          | el. MŚ 1978                  |
| 6.                           | 17.11.1976                   | Glasgow                      | Walia                        |                              | 1:0                          | el. MŚ 1978                  |
| 7.                           | 27.04.1977                   | Glasgow                      | Szwecja                      |                              | 3:1                          | towarzyski                   |
| 8.                           | 28.05.1977                   | Wrexham                      | Walia                        |                              | 0:0                          | British Home Championship    |
| 9.                           | 13.05.1978                   | Glasgow                      | Irlandia Północna            |                              | 1:1                          | British Home Championship    |
| 10.                          | 17.05.1978                   | Glasgow                      | Walia                        |                              | 1:1                          | British Home Championship    |
| 11.                          | 20.05.1978                   | Glasgow                      | Anglia                       |                              | 0:1                          | British Home Championship    |
| 12.                          | 03.06.1978                   | Córdoba                      | Peru                         |                              | 1:3                          | mistrzostwa świata           |
| 13.                          | 03.06.1978                   | Córdoba                      | Iran                         |                              | 1:1                          | mistrzostwa świata           |
| 14.                          | 07.06.1979                   | Oslo                         | Norwegia                     |                              | 4:0                          | el. Euro 1980                |
| 15.                          | 12.09.1979                   | Glasgow                      | Peru                         |                              | 1:1                          | towarzyski                   |
| 16.                          | 17.10.1979                   | Glasgow                      | Austria                      |                              | 1:1                          | el. Euro 1980                |
| 17.                          | 19.12.1979                   | Glasgow                      | Belgia                       |                              | 1:3                          | el. Euro 1980                |
| 18.                          | 25.02.1981                   | Tel Awiw-Jafa                | Izrael                       |                              | 1:0                          | el. MŚ 1982                  |
| 19.                          | 25.03.1981                   | Glasgow                      | Irlandia Północna            |                              | 1:1                          | el. MŚ 1982                  |
| 20.                          | 16.05.1981                   | Swansea                      | Walia                        |                              | 0:2                          | British Home Championship    |